# Nowosiółki (powiat chełmski)
Nowosiółki – wieś w Polsce położona w województwie lubelskim, w powiecie chełmskim, w gminie Chełm.
W latach 1975–1998 miejscowość należała administracyjnie do województwa chełmskiego. Wieś stanowi sołectwo gminy Chełm. Według Narodowego Spisu Powszechnego (III 2011 r.) liczyła 192 mieszkańców i była 27. co do wielkości miejscowością gminy Chełm.
Wierni Kościoła rzymskokatolickiego należą do parafii Chrystusa Pana Zbawiciela w Podgórzu.

## Nazwy własne w dokumentach źródłowych
Początkowo w roku 1564 Nowosielce, Nowoszolky w 1589 r., Nowosielce Chełmskie w roku 1796, następnie przekształcone przez derywację na Nowosiółki.